# Meri Te Tai Mangakahia
Meri Te Tai Mangakāhia (22 de mayo de 1868 - 10 de octubre de 1920) fue una activista por el sufragio femenino en Nueva Zelanda, una sufragista que inspiró a las generaciones futuras de mujeres maoríes.

## Biografía
Mangakāhia nació como Meri Te Tai en el Bajo Waihou cerca de Panguru en el valle de Hokianga. Miembro de Te Rarawa iwi , era de origen Ngāti Te Rēinga, Ngāti Manawa y Te Kaitutae, y era hija de Re Te Tai, un influyente jefe. Mangakāhia se educó en el Convento de Santa María en Auckland y fue una pianista consumada. Fue la tercera esposa de Hāmiora Mangakāhia, un asesor en el Tribunal de Tierras Nativas, que en junio de 1892 fue elegido primer ministro del Parlamento de Kotahitanga en Hawke's Bay . Al año siguiente, se dirigió a la asamblea (la primera mujer en hacerlo) y presentó una moción a favor de que se permitiera a las mujeres votar y presentarse como miembros del Parlamento. Se le pidió que fuera al Parlamento  para hablar sobre su moción y, al hacerlo, se convirtió en la primera mujer en hablar con Te Kotahitanga. El argumento de Mangakāhia era que las mujeres maoríes siempre habían sido tradicionalmente propietarias de tierras, pero según la ley colonial estaban perdiendo estas tierras. Ella sintió que los hombres maoríes no estaban progresando para resolver disputas de tierras con la Corona y que la reina Victoria podría responder mejor a las solicitudes de otras mujeres. Señaló que las mujeres maoríes eran propietarias de tierras y no se les debería prohibir la representación política. 
En 1893 participó en el establecimiento de Ngā Kōmiti Wāhine comités asociados con el Parlamento de Kotahitanga.
En 1897, los sueños de Mangakāhia se hicieron realidad cuando las mujeres ganaron el derecho al voto en las elecciones de Te Kotahitanga.
Más tarde se unió al comité de mujeres del movimiento Kotahitanga, comités que fueron los primeros precursores de la Liga de Bienestar de las Mujeres Maoríes, y permanecieron involucrados en la política y los movimientos de bienestar maoríes. Comenzó Te Reiri Karamu (La columna de las damas) con Niniwa I te Rangi de Wairarapa. Esta colección de artículos y cartas fue un lugar donde las mujeres maoríes plantearon y debatieron cuestiones relacionadas con la mujer.
Murió de gripe en Panguru el 10 de octubre de 1920, según miembros de su familia, y fue enterrada en el cementerio de Pureirei, Lower Waihou, cerca de su padre. 
Tuvo dos hijos, Mohi y Waipapa, y dos hijas, Whangapoua Tangiora Edith y Mabel Te Aowhaitini . 

## Véase  también
- Lista de sufragistas y suffragettes
- Sufragio femenino